# Mexico Championship
Het Mexico Championship is een golftoernooi in Mexico en het maakt deel uit van de Web.com Tour. Het toernooi werd opgericht in 2013 en wordt sindsdien telkens gespeeld op de El Bosque Golf Club in León, Guanajuato.
Hert is een strokeplay-toernooi dat gespeeld wordt over vier dagen en na de tweede dag wordt de cut toegepast.

## Geschiedenis
In 2013 werd het toernooi opgericht en de eerste editie werd gewonnen door de Amerikaan Michael Putnam. In 2014 werd het toernooi georganiseerd onder de naam El Bosque Mexico Championship dat vernoemd werd naar de golfclub.

## Winnaars
| Jaar | Winnaar        | Score | Score | Info                                          |
| ---- | -------------- | ----- | ----- | --------------------------------------------- |
| 2013 | Michael Putnam | 275   | –13   |                                               |
| 2014 | Carlos Ortiz   | 275   | –13   | Wegens slechte weer, afgewerkt in drie ronden |

| Toernooirecord |  | po = winnaar na play-off |